# Neptun bazilikája
Neptun bazilikája (latinul Basilica Neptuni) a római Mars-mező szélén épült antik bazilika, azaz közösségi célokat szolgáló építmény volt, ami a Pantheon hadrianusi újjáépítése után már közvetlenül csatlakozott annak falához. Maradványai ma is a Pantheon déli falához illeszkedve láthatók. A bazilikától délre helyezkedett el Agrippa termája. Mindhárom épületet Marcus Vipsanius Agrippa, Augustus római császár barátja és támogatója emeltette i. e. 27-től kezdődően. Agrippa több nagy tengeri csatában is emlékezetes győzelmet aratott, így a naulochusi és az actiumi ütközetben is, minden bizonnyal ezért ajánlotta az épületet Neptunnak, a tenger istenének.

## Története
Neptun bazilikáját nagy tűzkárok után a Pantheonnal együtt Hadrianus restauráltatta (a két épület ekkor került közvetlen érintkezésbe egymással), és az még a középkorban is állt. A 16. századi olasz építész, Andrea Palladio több rajzot is készített róla. Ezek szerint a négyszögletes épület hosszanti oldalán szögletes fülkék helyezkedtek el, míg az északi rövidebb oldalon félkör alakú exedra volt. A főbejáratot a fürdőn keresztül lehetett elérni, de a keleti falon volt egy kisebb mellékbejárat is.A boltíves mennyezetet nyolc korinthoszi oszlop tartotta.

### A bazilika maradványai a Pantheon hátsó falának külsején

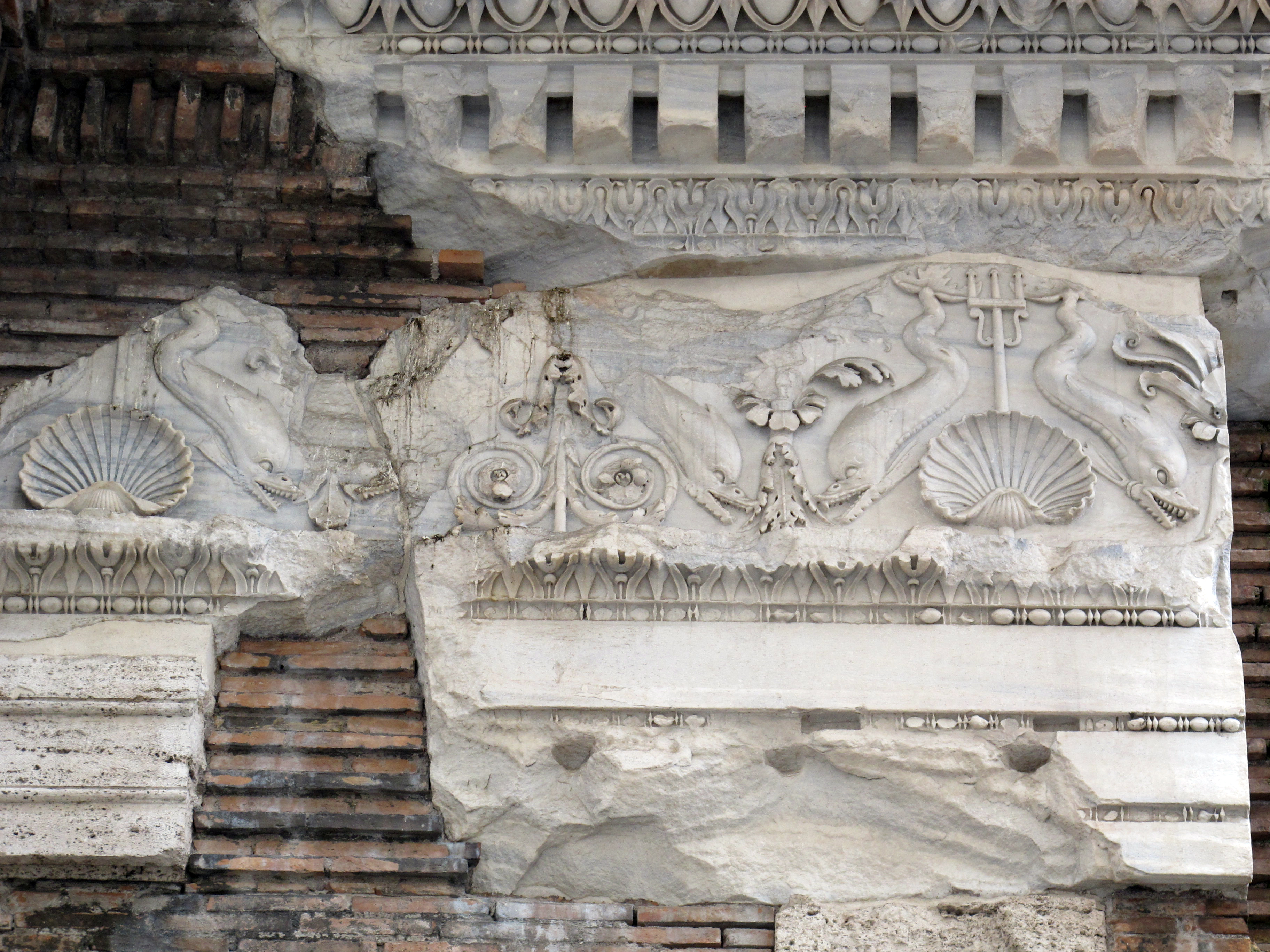
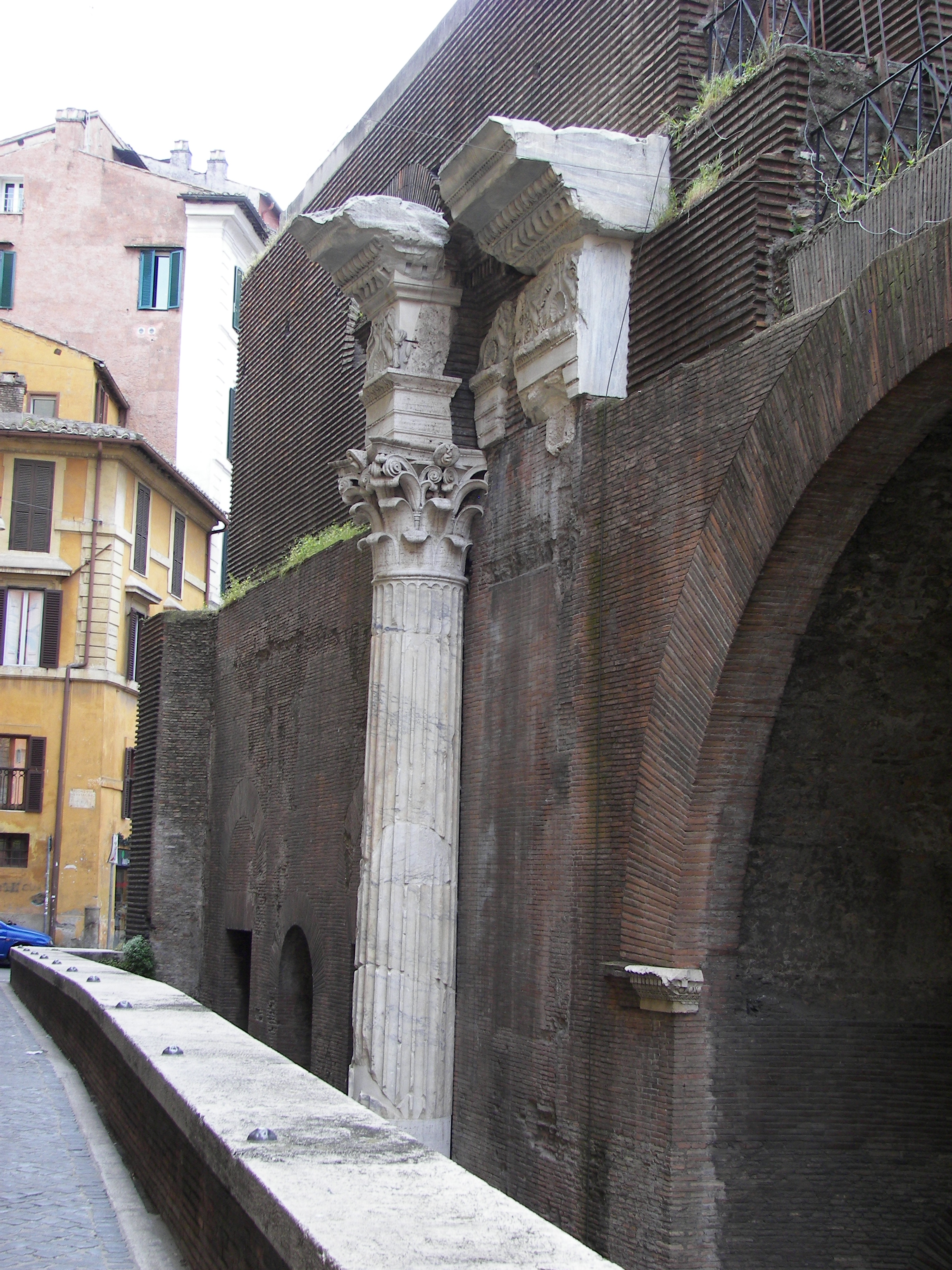
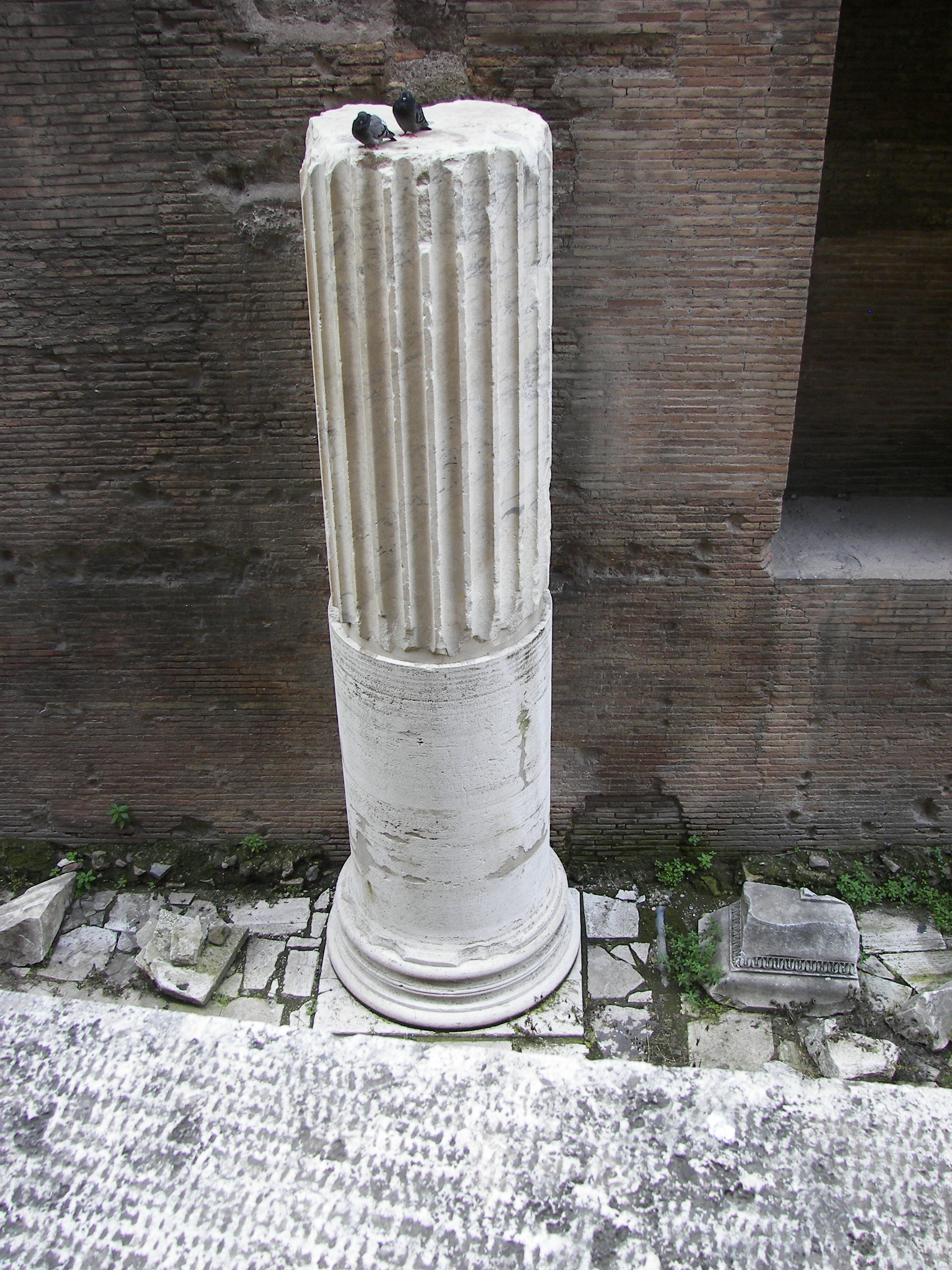
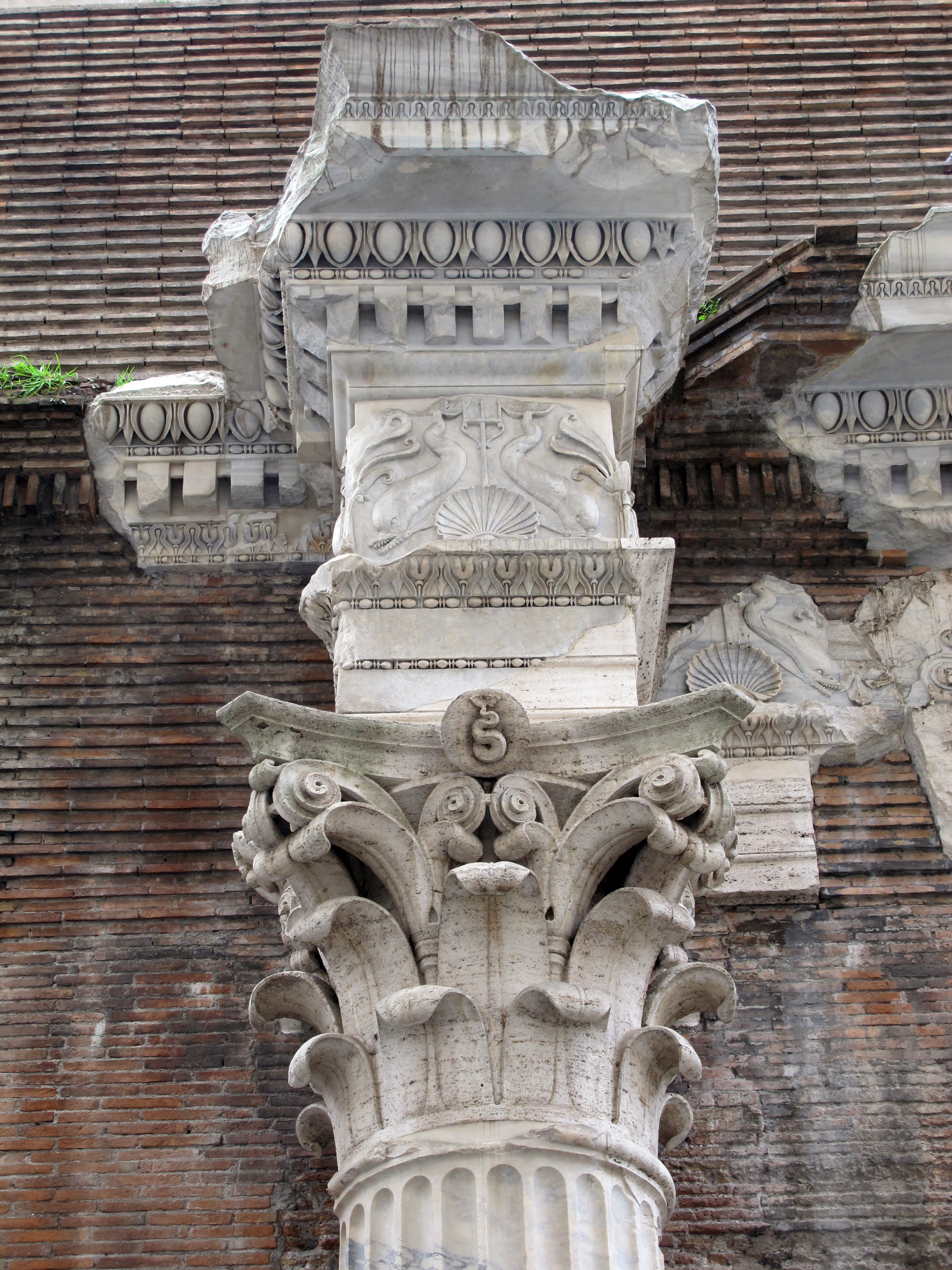

## Fordítás
- Ez a szócikk részben vagy egészben a Basilica Neptuni című holland Wikipédia-szócikk ezen változatának fordításán alapul.  Az eredeti cikk szerkesztőit annak laptörténete sorolja fel. Ez a jelzés csupán a megfogalmazás eredetét és a szerzői jogokat jelzi, nem szolgál a cikkben szereplő információk forrásmegjelöléseként.